# Mesiphiastus pubiventris
Mesiphiastus pubiventris là một loài bọ cánh cứng trong họ Cerambycidae.